# NGC 750
NGC 750 je galaksija u zviježđu Trokut.

## Vanjske poveznice
- SEDS: NGC 750